# Екатеринбургский музей железнодорожного транспорта
Екатеринбургский музей железнодорожного транспорта — выставка натурных образцов подвижного состава железных дорог под открытым небом на станции Екатеринбург-Сортировочный.
Музей не следует путать с Музеем истории, науки и техники Свердловской железной дороги, расположенном на Старом вокзале Екатеринбурга. В Екатеринбурге также существует Музей узкоколейных железных дорог.
Экспонатами являются локомотивы-памятники (электровозы, паровоз серии ФД), старинные вагоны и ремонтная мотриса ДМС.
В коллекцию входят такие раритеты, как ВЛ19-035, ВЛ22-171, «Сурамские» электровозы Сс и СК, Паровоз Л, тепловоз ТЭ3.
Здесь также находится единственный построенный опытный пассажирский электровоз ПБ21-01.

## Галерея

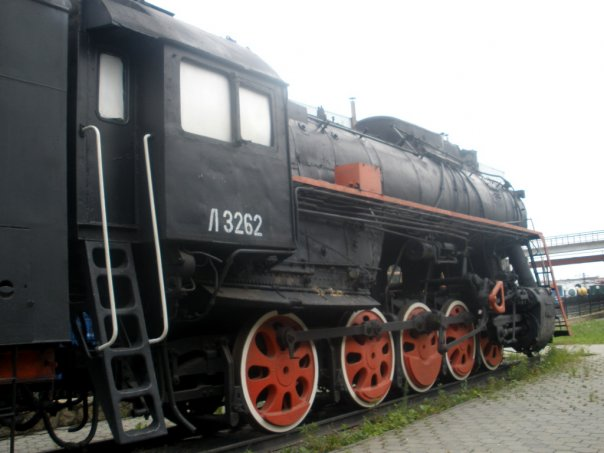
Л-3262
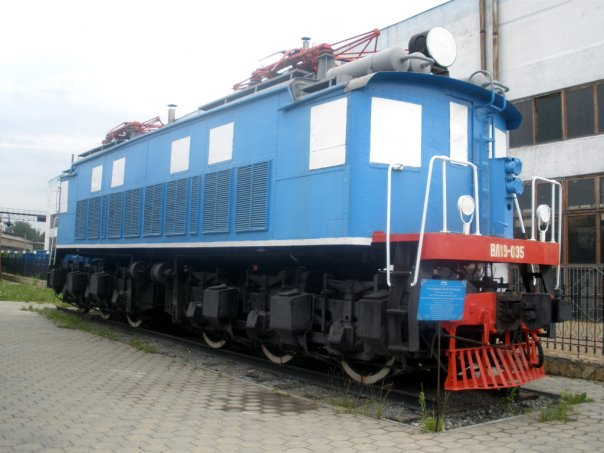
ВЛ19-35
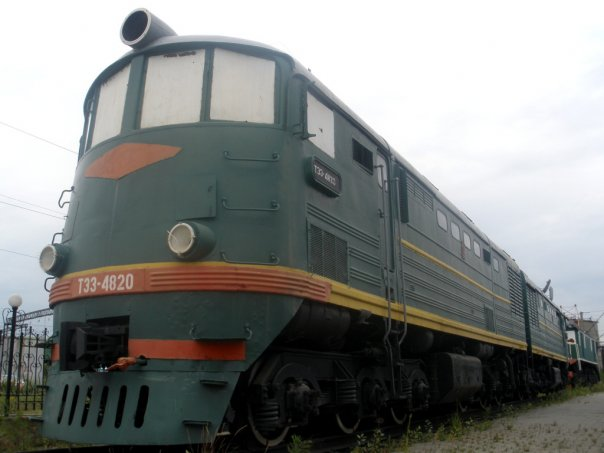
ТЭ3-4820
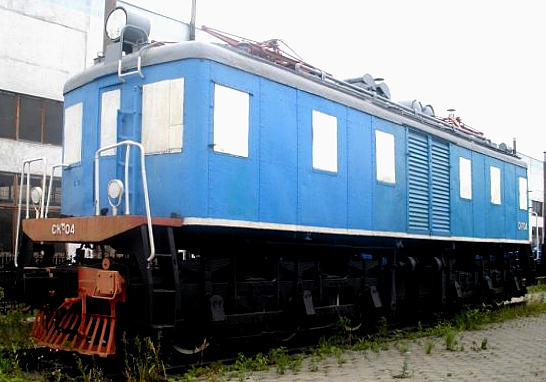
СК-04
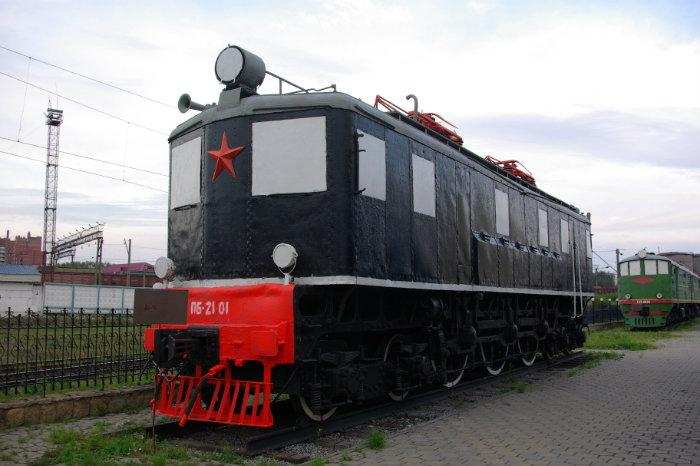
ПБ21-01